# Symphoromyia immaculata
Symphoromyia immaculata är en tvåvingeart som först beskrevs av Johann Wilhelm Meigen 1804.  Symphoromyia immaculata ingår i släktet Symphoromyia och familjen snäppflugor. Inga underarter finns listade i Catalogue of Life.